# Quintana de la Caseta del Giol
La Quintana de Caseta del Giol és un paratge del terme municipal de Castellcir, a la comarca del Moianès.
Està situada a l'extrem nord del nucli urbà, al costat septentrional de la Caseta del Giol i a ponent de la urbanització de la Roureda. En el que havia estat la quintana d'aquest mas s'ha construït la Zona Esportiva Municipal i l'Àrea de jocs per a la mainada del poble de Castellcir, que es coneix pel nom de Camp de la Quintana.

## Etimologia
Deu el seu nom al fet que aquests camps són adjacents a la masia de la Caseta del Giol; la paraula quintana reflecteix exactament aquest concepte.